# Lawrence Krauss
Lawrence Maxwell Krauss (Nova Iorque, 27 de maio de 1954) é um físico norte-americano. É um defensor do ceticismo científico, biologia educacional e da ciência da moralidade.
Ex-titular da cadeira de física na Case Western Reserve University, nos Estados Unidos, ficou famoso ao sugerir que a chave para entender o surgimento do universo é um tipo de matéria impossível de detectar da Terra, conhecida como matéria escura.
Lawrence defende a ideia de que o universo surgiu por acaso, e a partir do nada.
Personalidade polémica, Krauss também se dedica a combater a aproximação entre ciência e religião fazendo campanha contra o criacionismo, que contesta a teoria da evolução de Darwin. Sobre esse assunto, manifestou sua preocupação até em uma carta aberta enviada ao Papa Bento XVI em 2005.

## Publicações
- Lawrence M. Krauss - A Física de Jornada nas Estrelas - Star Trek. São Paulo: Editora Makron Books, 1996. Edição original de 1995. Um Universo Que Veio do Nada

## Carreira
Depois de algum tempo na Harvard Society of Fellows , Krauss tornou-se professor assistente na Universidade de Yale em 1985 e professor associado em 1988. Ele foi nomeado Professor de Física Ambrose Swasey , professor de astronomia e foi presidente do departamento de física da Case Western Reserve University de 1993 a 2005. Em 2006, Krauss liderou a iniciativa para o voto de censura contra o presidente da Case Western Reserve University Edward M. Hundert e provost Anderson pela Faculdade de Artes e Ciências faculdade. Em 2 de março de 2006, foram emitidos dois votos sem confiança: 131-44 contra Hundert e 97-68 contra Anderson.
Em agosto de 2008, Krauss se juntou ao corpo docente da Arizona State University como professor de fundação na Escola de Exploração da Terra e do Espaço no Departamento de Física da Faculdade de Artes e Ciências Liberais. Ele também se tornou o Diretor do Projeto Origins, uma iniciativa universitária "criada para explorar as questões mais fundamentais da humanidade sobre nossas origens".  Em 2009, ele ajudou a inaugurar esta iniciativa no Simpósio de Origens, no qual participaram 80 cientistas e três mil pessoas participaram. 
Krauss aparece nos meios de comunicação no país e no exterior para facilitar o alcance público na ciência. Ele também escreveu editoriais para The New York Times . Como resultado de sua aparência em 2004 antes do conselho escolar estadual de Ohio , sua oposição ao design inteligente ganhou destaque nacional. 
Krauss participou e foi orador no simpósio Beyond Belief em novembro de 2006 e outubro de 2008. Ele serviu no comitê de política científica para a primeira campanha presidencial de Barack Obama (2008) e, também em 2008, foi nomeado co-presidente do conselho Dos patrocinadores do Boletim dos Cientistas Atômicos . Em 2010, ele foi eleito para o conselho de administração da Federação dos Cientistas Americanos , e em junho de 2011, ele se juntou à professoriate do New College of the Humanities , uma faculdade privada em Londres.  Em 2013, ele aceitou uma cátedra de tempo parcial na Escola de Pesquisa de Astronomia e Astrofísica no Departamento de Física da Universidade Nacional Australiana .
Krauss é um crítico da teoria de cordas , que ele discute em seu livro de 2005 Hiding in the Mirror .  Em seu livro de 2012 Um Universo de Nada Krauss diz sobre teoria de cordas "ainda não temos ideia se este notável edifício teórico realmente tem nada a ver com o mundo real".  Um outro livro, lançado em Março de 2011, intitulado Man Quantum: A vida de Richard Feynman em Ciência , enquanto um universo do nada -com um posfácio por Richard Dawkins -foi lançado em janeiro de 2012 e tornou-se um New York Times best-seller dentro uma semana. Originalmente, Seu prefácio deveria ter sido escrito por Christopher Hitchens , mas Hitchens ficou muito doente para completá-lo.  A versão de bolso do livro apareceu em janeiro de 2013 com uma nova seção de perguntas e respostas e um prefácio integrando a 2012 descoberta do bóson de Higgs no LHC 
Um artigo de julho de 2012 na Newsweek , escrito por Krauss, indica como a partícula de Higgs está relacionada à nossa compreensão do Big Bang . Ele também escreveu um artigo mais longo no New York Times explicando a ciência por trás e significado da partícula. 

## Trabalho científico
Krauss trabalha principalmente na física teórica e publicou a pesquisa em uma grande variedade de tópicos dentro daquele campo. Sua principal contribuição é a cosmologia como um dos primeiros físicos a sugerir que a maior parte da massa e energia do universo reside no espaço vazio, uma ideia agora amplamente conhecida como " energia escura ", bem como suas muitas contribuições para a tentativa de Compreender a origem ea natureza da matéria escura, e métodos para sua detecção. Além disso, Krauss formulou um modelo no qual o universo poderia ter vindo potencialmente de "nada", como descrito em seu livro de 2012 Um Universo do Nada . Ele explica que certos arranjos de campos quânticos relativistas podem explicar a existência do universo como nós o conhecemos, embora negando que ele "não tem ideia se a noção [de tomar a mecânica quântica como concedida] pode ser dispensada com proveito".  Como seu modelo parece concordar com observações experimentais do universo (como sua forma e densidade de energia), ele é referido como uma "hipótese plausível". 
Inicialmente, Krauss era céptico com relação ao mecanismo de Higgs  . No entanto, após a existência do bóson de Higgs foi confirmado pelo CERN , ele tem pesquisado as implicações do campo de Higgs sobre a natureza da energia escura . 